# Eutychianus
Eutychianus, kurz Eutychian (von griech. Eutychianos = „der Beglückte“; † 7. Dezember 283), war von 275 bis 283 Bischof von Rom. 

## Leben
Über Leben und Wirken Eutychians ist kaum etwas bekannt, selbst die Daten seiner Amtszeit sind ungesichert. Dem Liber Pontificalis zufolge amtierte er 8 Jahre und 11 Monate lang, vom 4. Januar 275 bis zum 7. Dezember 283. Der Kirchenhistoriker Eusebius von Caesarea berichtet allerdings, Eutychian sei nur 10 Monate lang Bischof von Rom gewesen.
Legenden zufolge erlaubte er das Segnen von Weintrauben und Bohnen auf dem Altar und beerdigte 324 Märtyrer mit seinen eigenen Händen. Da aus der Amtszeit Eutychians keine größeren Verfolgungen bekannt sind und das Segnen der Feldfrüchte allgemein einer späteren Periode zugeschrieben wird, sind diese Überlieferungen historisch nicht glaubhaft.
Seine Grabinschrift wurde in der Calixtus-Katakombe in Rom entdeckt. Der kirchliche Gedenktag Eutychians ist der 7. Dezember.